# Мулла-Оглу-Чокрак
Молла́-Оглу́-Чокра́к, Мулла́-Оглу́-Чокра́к (крим. Molla Oğlu Çoqraq) — маловодна річка (балка) на південно-східному березі Криму, на території Феодосійського району, басейн Чорного моря.

## Опис
Довжина річки 8,4 км, площа басейну водозбору 18,5 км², найкоротша відстань між витоком і гирлом — 5,51 км, коефіцієнт звивистості річки — 1,52. Формується багатьма безіменними струмками та загатами.

## Розташування
Бере початок на південній околиці села Южне (до 1945 року — Султан-Сала, крим. Sultan Sala) та на північно-західних схилах хребта Біюк-Янишар. Тече переважно на південний схід по Двоякірній долині і на північній околиці селища Кайгадор (крим. Kaygador) впадає у Двоякірну бухту.

## Цікаві факти
- Неподалік від витоку річки на відстані приблизно 958,41 м пролягає автошлях Р29 (автомобільний шлях регіонального значення на території України, Алушта — Феодосія).

- У пригирловій частині річки на правому березі лежить гора Джан-Кутаран[6][7].